# Mary McCusker
Mary McCusker (* im 20. Jahrhundert in Schottland) ist eine Schauspielerin, die in Serien, Filmen und Theaterstücken spielt.
Später begann sie als Schauspiel-Trainerin in der Produktionsfirma Studio24.

## Filmografie (Auswahl)

### Filme
- 1976: Tunnel Vision
- 1977: Cracking Up
- 1979: Amateur Night at the Dixie Bar and Grill
- 1979: The Ordeal of Patty Hearst
- 1979: Meine alten Freunde (Old Boyfriends)
- 1979: Heiße Grenze USA (The Border)
- 1981: Gehirnwäsche (Circle of Power)
- 1981: Die unglaubliche Geschichte der Mrs. K. (The Incredible Shrinking Woman)
- 1982: Liebe hinter Gittern (Love Child)
- 1982: Jekyll & Hyde – Die schärfste Verwandlung aller Zeiten (Jekyll and Hyde... Together Again)
- 1983: Die Schuld der Helden (Memorial Day)
- 1983: Choices of the Heart
- 1985: Verrücktes Hollywood (Malice in Wonderland)
- 1988: Zwei Trottel in Hollywood (Two Idiots in Hollywood)
- 1989: Scott & Huutsch (Turner & Hooch)
- 1989: Geschändet und verleumdet (Cast the First Stone)
- 1994: Der Klient (The Client)
- 1995: Mississippi – Fluss der Hoffnung (The Cure)
- 1997: No Night Stand

### Fernsehserien
- 1971: Play for Today (eine Folge)
- 1975: Make-up und Pistolen (Police Woman, zwei Folgen)
- 1978: Barnaby Jones (eine Folge)
- 1980: CHiPs (eine Folge)
- 1983: Knight Rider (eine Folge)
- 1983: Bay City Blues (eine Folge)
- 1984–1986: Ein Engel auf Erden (Highway to Heaven, drei Folgen)
- 1985: Remington Steele (eine Folge)
- 1987: Chefarzt Dr. Westphall (St. Elsewhere, eine Folge)
- 1989: Raumschiff Enterprise: Das nächste Jahrhundert (Star Trek: The Next Generation, eine Folge)
- 1991:  Screen Two (eine Folge)